# Фінал ATP 2019
ATP Finals 2019 — тенісний турнір, що проходив на кортах з твердим покриттям у Лондоні, Велика Британія з 4 листопада.

## Фінальна частина

### Одиночний розряд
Стефанос Ціціпас —  Домінік Тім 6–7(6–8), 6–2, 7–6(7–4)

### Парний розряд
П'єр-Юг Ербер /  Ніколя Маю —  Равен Класен /  Майкл Вінус 6–3, 6–4